# Hanmer (rivière)

La rivière Hanmer  (en anglais : Hanmer River) est un cours d’eau situé  dans le District de Hurunui dans l’Île du Sud de la Nouvelle-Zélande.

## Géographie
Elle prend son origine au niveau du col de “Hossack Saddle” entre la chaîne de  Hamner et la chaîne Amuri, et s’écoule vers le sud-ouest pour se jeter dans la rivière  Waiau à environ 8 km au sud-ouest de la ville de Hanmer Springs ,.